# Eleições presidenciais na Alemanha em 2009
As eleições presidenciais alemãs de 2009 foram realizadas em 23 de maio. Apesar de o voto não ser direto, toda a equipe de governo é responsabilizada diretamente caso a administração não seja boa ou em caso de alguma crise interna. Nesse caso, o presidente pode dissolver o Parlamento e convocar novas eleições. Mesmo assim, o presidente não assume o comando da nação. Nem mesmo em caso de doença ou morte do chanceler, neste caso, o Parlamento deve indicar um novo chanceler.

## Candidatos
Os principais candidatos nessas eleições são quatro: (em ordem de favoritismo)
- Horst Köhler, ex-diretor do Fundo Monetário Internacional, da coligação formada por União Social-Cristã, União Democrata-Cristã e do Partido Democrata Livre.
- Gesine Schwan, professora, do Partido Social-Democrata da Alemanha.
- Peter Sodann, ator e diretor de teatro, do Partido da Esquerda.
- Frank Rennicke, do Partido Nacional Democrata da Alemanha, que representa a extrema-direita.

## Resultados
Horst Köhler conquistou o segundo mandato. "Eu gostaria de ajudar a preservar o que é valioso e mudar o que é necessário", disse ele num pequeno discurso após a eleição. Koehler obteve 613 votos da assembleia de 1.224 integrantes. Gesine Schwan obteve 503 votos. Já Peter Sodann, 91 votos e o Frank Rennicke, apenas 4 votos.

### Importância
A presidência na Alemanha, que tem autoridade moral mas pouco poder político efetivo, deveria estar acima das disputas partidárias. Mas a eleição presidencial no Parlamento ocorre apenas quatro meses antes das eleições nacionais, nas quais tanto Angela Merkel (chanceler alemã) quanto seu chanceler social democrata Frank-Walter Steinmeier estarão ávidos para encerrar a "grande coalizão" dos dois maiores partidos políticos da Alemanha, o Democrata Cristão e o Social Democrata. Uma derrota de Koehler neste sábado seria um sinal negativo para a candidatura Merkel nas eleições de setembro e uma surpresa para os sociais democratas, de centro-esquerda.
Merkel e o líder dos Democratas Livres, Guido Westerwelle, congratularam Koehler pela reeleição.